# Daniela Kolářová
Daniela Kolářová (* 21. září 1946 Cheb) je česká herečka a bývalá politička.
V sedmdesátých a osmdesátých letech 20. století byla ve filmu a v televizi jednou z nejvíce obsazovaných hereček. Diváckou oblibu Daniele Kolářové přinesly role ve filmových komediích (Na samotě u lesa, Kulový blesk, Léto s kovbojem) a účast v televizních seriálech (Sňatky z rozumu, Taková normální rodinka, Nemocnice na kraji města). Jejím častým hereckým partnerem byl Jaromír Hanzlík (Slasti Otce vlasti, Noc na Karlštejně, Léto s kovbojem, Taková normální rodinka). Hrála v pěti filmech režiséra Jana Svěráka (Obecná škola, Akumulátor 1, Tmavomodrý svět, Vratné lahve a Betlémské světlo).

## Životopis

### Dětství
Ve věku jednoho roku se její rodiče rozvedli a krátce na to se s matkou přestěhovaly do Karlových Varů, kde matka pracovala v divadle jako mzdová účetní. Svého otce poznala až ve svých pěti letech, kdy se poprvé setkala i se svou nevlastní mladší sestrou Věrou. Ta v roce 1968 emigrovala do Nizozemska.
Při vzpomínkách na Vary se jí nejvíce vybaví blízkost lesa, možnost zimních sportů a především karlovarské divadlo s magickým šuměním vody dole pod orchestřištěm (hned vedle divadla teče řeka Teplá). Tam v devíti letech začala hereckou kariéru malou rolí v pohádce Císařovy šaty. Protože chodila dost cvičit, pomýšlela, že by se po gymnáziu přihlásila na sportovní vysokou školu. Do jejího rozhodování ale výrazněji vstupovaly další divadelní pokusy. Na karlovarském gymnáziu hrála ve studentském divadle malých forem (nejdřív se jmenovalo Štycháček, později Kapsa).

### Profesní
V letech 1964 až 1968 studovala DAMU, kde se seznámila se svým budoucím manželem Jiřím Ornestem. V ročníku byla také s Ladislavem Potměšilem, Hanou Maciuchovou, Ivanem Vyskočilem a dalšími. Ve třetím ročníku DAMU si zahrála velkou roli ve filmu Soukromá vichřice (1967), který režíroval Hynek Bočan. Po absolvování DAMU v roce 1968 nastoupila do Divadla S. K. Neumanna, od roku 1971 je členkou Divadla na Vinohradech. Za svůj herecký výkon v inscenaci U cíle Thomase Bernharda v pražském Divadle Komedie získala koncem března 2005 Cenu Alfréda Radoka za ztvárnění postavy matky. Hrála i v Divadle Na zábradlí, ve Švandově divadle a v mnohých dalších. V roce 2018 na Febiofestu získala cenu Kristián za celoživotní mistrovství. V roce 2024 byla oceněna medailí Za zásluhy I. stupně, za zásluhy o stát v oblasti umění.

### Osobní
V roce 1974 se provdala za herce a režiséra Divadla Na zábradlí Jiřího Ornesta. Po čtrnácti letech se rozvedli. Poté měla roční vztah s Martinem Stropnickým, který se v té době také rozvedl. V polovině 90. let se podruhé vdala za Jiřího Ornesta. Mají spolu syny Šimona (* 1974) a Matěje (* 1977). Bydlí v Praze a na Dobříšsku má domek. V letech 1990–1992 byla poslankyní České národní rady. Věnuje se charitě. Působí jako předsedkyně správní rady nadace Duha pečující o dospělé lidi s mentálním postižením. Za úspěch považuje realizaci stacionáře s chráněnými dílnami a byty v pražských Měcholupech.

## Divadelní role
- 1976 William Shakespeare: Hamlet, Ofélie, Divadlo na Vinohradech, režie Jaroslav Dudek
- 1978 Věra Eliášková: ...a ten měl tři dcery, Bára, Divadlo na Vinohradech, režie Jaroslav Dudek
- 1979 James Aldridge: Poslední záblesk, Bo Mainwairingová, Divadlo na Vinohradech, režie Jaroslav Dudek
- 2000 Vladimír Körner: Huncléder (Psí kůže), Smrtka, Divadlo na Vinohradech, režie Juraj Deák
- 2000 Werner Schwab: Lidumor, Vočistcová, Pražské komorní divadlo, režie Dušan Pařízek
- 2001 Neil Simon: Drobečky z perníku, Evy Mearová, Divadlo na Vinohradech, režie Petr Kracik
- 2002 Jiří Suchý: Lysistrata, Lampito, Divadlo na Vinohradech, režie Jiří Menzel
- 2003 Ingmar Bergman: Podzimní sonáta, Charlotte, Divadlo Na zábradlí, režie Patrik Hartl
- 2003 Jean-Claude Grumberg: Krejčovský salon, Paní Laurence, Divadlo na Vinohradech, režie Petr Novotný
- 2004 Edward Albee: Pobřeží, Nancy, Divadlo na Vinohradech, režie Lucie Bělohradská
- 2004 Thomas Bernhard: U cíle, Matka, Pražské komorní divadlo, režie Arnošt Goldflam
- 2004 William Shakespeare: Macbeth, První vědma, Divadlo na Vinohradech, režie Hana Burešová
- 2005 Roland Schimmelpfennig: Předtím / Potom, Cvrček, Pražské komorní divadlo, režie Dušan Pařízek
- 2005 Rainer Werner Fassbinder: Hořké slzy Petry von Kantové, Valerie, Pražské komorní divadlo, režie David Jařab
- 2006 Jonathan Lynn: Jistě, pane ministře, Betty Oldhamová, Divadlo na Vinohradech, režie Martin Stropnický
- 2006 William Shakespeare: Richard II., Vévodkyně z Yorku, Divadlo na Vinohradech, režie Lucie Bělohradská
- 2007 Jean Giraudoux: Bláznivá ze Chaillot, Aurélie, Divadlo na Vinohradech, režie Karel Kříž
- 2007 Gérard Sibleyras: Půdruhé hodiny zpoždění, Švandovo divadlo, režie Patrik Hartl
- 2007 Klaus Händl: Temně lákavý svět, Mechtild, Pražské komorní divadlo, režie Katharina Schmitt
- 2008 Werner Schwab: Nadváha, nedůležité, Zajda, Pražské komorní divadlo, režie Dušan Pařízek
- 2008 Pierre Beaumarchais: Figarova svatba, Marcellina, Divadlo na Vinohradech, režie Radek Balaš
- 2008 Karel Čapek: Věc Makropulos, Emilia Marty, Divadlo na Vinohradech, režie David Drábek
- 2008 Lída Engelová: Nejen malý princ, Divadlo Viola, režie Lída Engelová
- 2009 Georg Büchner: Vojcek, Principálka a Stařenka, Divadlo na Vinohradech, režie Daniel Špinar
- 2009 David Drábek: Náměstí bratří Mašínů, Rita, Klicperovo divadlo, režie David Drábek
- 2010 Franz Kafka: Zámek, Hostinská, Divadlo na Vinohradech, režie Natália Deáková
- 2011 William Shakespeare: Caesar, Calpurnie, Divadlo na Vinohradech, režie Martin Stropnický
- 2011 Carol Rocamora: Tvá ruka v mé dlani, Olga Knipperová, Divadlo na Vinohradech, režie Lída Engelová
- 2012 Noël Coward: To byla moje písnička!, May Davenportová, Divadlo na Vinohradech, režie Petr Kracik
- 2013 Henrik Ibsen: Rebeka, Helsethová, Divadlo na Vinohradech, režie Juraj Deák
- 2013 Alexandr Nikolajevič Ostrovskij: Les, Gurmyžská, Divadlo na Vinohradech, režie Daniel Hrbek

## Filmografie

### Film
- Taneční  (2024) – Matka Oldřicha
- Betlémské světlo (2022)
- Prvok, Šampón, Tečka a Karel (2020)
- Polednice (2016)
- Život je ples (2012) – Rozárka Malá
- Kawasakiho růže (2009) – Jana
- Vratné lahve (2007) – Eliška
- Tmavomodrý svět (2001) – Haniččina matka
- Oběti a vrazi (2000) – matka
- Cesta z města (2000) – matka Markéty
- V erbu lvice (1994) – Anežka
- Akumulátor 1 (1993) – Marta Fišárková
- Obecná škola (1991) – Maxová
- Horká kaše (1988) – Adamová
- Případ se psem (1988)
- Jsi falešný hráč (1986) – Peterková
- ...a zase ta Lucie! (1984) – maminka
- Lucie, postrach ulice (1984) – maminka
- Babičky dobíjejte přesně! (1983) – Loudová
- Pod nohama nebe (1983) – Darina
- Pytláci (1981) – Františka
- Ta chvíle, ten okamžik (1981) – Helena Kodetová
- Brontosaurus (1980) – Bižoléčára
- Kulový blesk (1978) – Knotková
- Sneh pod nohami (1978) – Zuza Melichová
- Setkání v červenci (1978) – Klára
- Léto s kovbojem (1976) – Doubravka
- Na samotě u lesa (1976) – Lavičková
- Muž z Londýna (1974) – Sýkorova milenka
- Noc na Karlštejně (1973) – Alena
- Na kolejích čeká vrah (1970) – Dvorská
- Slasti Otce vlasti (1969) – Blanka z Valois
- Soukromá vichřice (1967) – Bohunka Augustová

### Televize
- Zlatá labuť (2023–2024) – matka Rudolfa, Petra a Ireny, manželka Rudolfa st., tchyně Lukáše, babička Edy
- Sestřičky (2020–2021) – Major Hartmanová
- České století (2013–2014) TV seriál) – Charlotta Garrigue-Masaryková,
- Život a doba soudce A. K. (2013–2014) TV seriál) – advokátka Julie Klosová, matka Adama Klose
- Ulice (2006–2008) (TV seriál)
- Černá karta (2005)
- Návrat zbloudilého pastýře (2004)
- PF 77 (2003)
- Nemocnice na kraji města po dvaceti letech (2003) (TV seriál)
- Můj otec a ostatní muži (2003)
- Muž, který vycházel z hrobu (2001)
- Jabloňová panna (1999)
- Ohrada snů (1998)
- Na lavici obžalovaných justice (1998) (TV seriál) – Zdena Šípová – 3,
- Báječný lázeňský život (1997)
- Lékárníkových holka (1996) (TV seriál)
- Poprask na laguně (1996)
- Dobrodružství kriminalistiky IV. (1992) (TV seriál) – 22. – Holly Hobdayová
- Bylinková princezna (1991)
- Volavka (1991)
- Dobrodružství kriminalistiky I. (1989) (TV seriál) – 8. – paní Opitzová
- Veselé příhody z natáčení (1988)
- O perníkové chaloupce (1987)
- Ohnivé ženy se vracejí (1986) – lékařka
- Synové a dcery Jakuba skláře (1986) (TV seriál)
- Zlá krev (1986) (TV seriál) – Marie
- My všichni školou povinní (1984) (TV seriál)
- Doktor z vejminku (1982 ) (TV seriál)
- V zámku a podzámčí (1981)
- Dopis psaný španělsky (1980)
- Kotva u přívozu (1980)
- Lucie, postrach ulice (1980) (seriál)
- Nebožtíci na bále (1979)
- Dnes v jednom domě (1979) (seriál)
- Otec nebo bratr (1978)
- Smrt císaře a krále Karla IV. (1978)
- Závist naším domem vládne (1978)
- Nemocnice na kraji města (1977 – 1980) (TV seriál) – Kateřina Sovová (manželka Sovy ml.)
- Žena za pultem (1977) (TV seriál) – pokladní Soňa
- Podnájemníci (1976)
- Králův kalich (1976)
- Lesní ženka (1976)
- 30 případů majora Zemana (1974) (TV seriál)
- Klícka (1971) – Venda
- Taková normální rodinka (1971) (seriál) – Kateřina
- 1971 Klícka (TV filmová komedie) - role: dcera Vendula Kučerová
- 1970 Drobínek (TV pohádka) - role: princezna Toinette
- 1968 Sňatky z rozumu (TV seriál) (seriál) 4. díl – role: Marie Schönfeldová
- 1965 Konec velké epochy (TV inscenace) - role: dívka

### Rozhlas
- 2001 – František Pavlíček: Svatojánské vřesy, původní rozhlasová hra o složitosti a křehkosti lidských vztahů. Hudba Vladimír Rejlek, dramaturgie Jana Weberová, režie Ludmila Engelová. Hrají: Josef Somr, Daniela Kolářová, Lenka Krobotová, Vladimír Brabec, Ladislav Mrkvička, Johanna Tesařová, Václav Vydra, Jaromír Meduna a Radovan Lukavský.[8]
- 2002 – Johann Nepomuk Nestroy: Talisman, překlad Eva Bezděková, rozhlasová úprava a dramaturgie Jana Paterová, hudba Vadim Petrov, režie Otakar Kosek. Hráli: Titus Lišák (Jiří Langmajer), Paní z Cypřišova (Daniela Kolářová), Ema, její dcera (Kateřina Vaníčková), Konstance, její komorná (Naďa Konvalinková), Flora, zahradnice (Bára Štěpánová), Semínko, zahradnický pomocník (Bohumil Klepl), Pan Markýz, vlásenkář (Jiří Štěpnička), Salome, husopaska (Tereza Bebarová), Zátka, pivovarník (Bořivoj Navrátil) a Konrád, sluha (Jan Skopeček). (76 min).
- 2020 – Alois Jirásek: Lucerna (Babička)[9]